# Bandeira budista

A bandeira Budista é uma bandeira concebida para simbolizar o Budismo. Foi desenhada em 1880 pelo Comité de Colombo, em Colombo no Sri Lanka, composto pelo Venerável Hikkaduwe Sri Sumangala Thera (presidente), Venerável Migettuwatte Gunananda Thera, Don Carolis Hewavitharana (pai de Anagarika Dharmapala), Andiris Perera Dharmagunawardhana (avô materno de Anagarika Dharmapala), William de Abrew, Charles A. de Silva, Peter de Abrew, H. William Fernando, N. S. Fernando and Carolis Pujitha Gunawardena (secretário).
O Coronel Henry Steel Olcott, um Americano jornalista, fundador e primeiro presidente da Sociedade Teosófica, sugeriu posteriormente algumas alterações à bandeira, que acabariam por ser adoptadas. Foi hasteada pela primeira vez em 1885 no Sri Lanka como um símbolo de fé e paz. 

## Cores
As cinco cores da bandeira reflectem as cores da aura que emanou do corpo de Buda quando este alcançou a Iluminação: 
| Azul: Bondade, paz e compaixão universal                                         |
| Amarelo: O Caminho Médio - evitar extremos, vazio                                |
| Vermelho: As bênçãos da prática - feito, sabedoria, virtude, fortuna e dignidade |
| Branco: A pureza do Dharma - que leva à libertação, fora do tempo e do espaço    |
| Laranja: Os ensinamentos de Buda - sabedoria                                     |
| -------------------------------------------------------------------------------- |